# John Winthrop (fils)
 (décembre 2023).
Si vous disposez d'ouvrages ou d'articles de référence ou si vous connaissez des sites web de qualité traitant du thème abordé ici, merci de compléter l'article en donnant les références utiles à sa vérifiabilité et en les liant à la section « Notes et références ».
Pour les articles homonymes, voir John Winthrop.
John Winthrop (12 février 1606 - 6 avril 1676), communément connu comme John Winthrop, fils ou John Winthrop le jeune, est l'un des gouverneurs du Connecticut de 1657 à 1676. 

## Biographie

### Jeunesse et formation
John Winthrop est né à Groton, dans le comté du Suffolk de l'Angleterre, il est le fils du gouverneur John Winthrop le fondateur de la Colonie de la baie du Massachusetts et de Mary Forth. 
Il étudie au Bury St Edmunds, puis au Trinity College de Dublin et finalement, brièvement, le droit à l'Inner Temple (une des quatre associations professionnelles des avocats de la cour royale) de Londres. Il accompagne le Duc de Buckingham en 1624 dans une expédition pour secourir les protestants de La Rochelle puis voyage en Italie et au Moyen-Orient avant de retourner en Angleterre en 1629.

### Carrière
En 1631, il suit son père au Massachusetts et devient un de ses "assistants" gouverneur en 1635, 1640 et 1641 ainsi que de 1644 à 1649. Il est l’un des principaux pères fondateurs de Agawam (maintenant Ipswich (Massachusetts)) en 1633 puis repart vers l’Angleterre en 1634 pour revenir en 1635 comme gouverneur du Connecticut grâce à la lettre patente du Baron de Saye et Sele. Il fit construire le fort Saybrook à l’embouchure du fleuve Connecticut. 
Il retourna au Massachusetts temporairement pour étudier les sciences naturelles et recruter des colons pour exploiter les minéraux des colonies avant de retourner en Angleterre de 1641 à 1643. À son retour au Massachusetts, il établit des forges à Lynn et Braintree. Il achète ensuite des terres en 1645 dans le sud-est du Connecticut et fonde en 1646 ce qui devient plus tard New London. Il s’implique à nouveau dans la politique de cette colonie en devenant magistrat en 1651 puis gouverneur en  1657-1658 puis de 1659 à sa mort. En 1662, il obtient du Roi la réunion des colonies du Connecticut et de New Haven. 
Ses autres distinctions sont : commissaire des colonies unies de la Nouvelle-Angleterre et membre de la Royal Society. Pour cette dernière, il publie  "Some Natural Curiosities from New England" et "Description, Culture and Use of Maize", deux communications publiées dans les colonnes de la revue Philosophical Transactions of the Royal Society. Sa correspondance avec la Royal society est publiée dans la série I, vol. xvi. du « Massachusetts Historical Society's Proceedings ».

## Pour approfondir

#### Notices dans des encyclopédies et manuels de références
- (en-US) John A. Garraty (dir.) et Francis Bremer, American National Biography, vol. 23 : Wellek - Wrenn, New York, Oxford University Press, USA, 1999, 899 p. (ISBN 9780195128024, lire en ligne), p. 668-669,
- (en-US) Brian Howard Harrison (dir.), Lawrence Goldman (dir.) et Walter W. Woodward, Oxford Dictionary of National Biography, vol. 59 : Wilks-Wolman, New York, Oxford University Press, 2004, 1008 p. (ISBN 9780198614111, lire en ligne), p. 806-809,

#### Essais et biographies
- (en-US) Thomas Franklin Waters et Robert C. Winthrop, A sketch of the life of John Winthrop, the younger, founder of Ipswich, Massachusetts, in 1633, Cambridge, Massachusetts, Ipswich Historical Society, 1899, 112 p. (OCLC 49319774, lire en ligne),
- (en-US) Robert Clifford Black, Younger John Winthrop, New York, Columbia University Press, 1966, 490 p. (OCLC 1036930542, lire en ligne),